# Nongmaithem Pahari
Nongmaithem Chittaranjan Singh (Imphal, Manipur, 28 de agosto de 1934 - íd., 18 de octubre de 2006), conocido también como Nongmaithem Pahari. Fue un cantante, compositor, revolucionario y escritor indio, intérprete de temas musicales en idioma manipur. Fue quizás uno de los intérpretes modernos más prolíficos esta lengua.

## Biografía
Su padre, Nongmaithem Thanil, era parte de una familia noble hindú de su época y fue un activista de teatro ávido. Tuvo una afinidad hacia la música de Pahari, a temprana edad en su niñez, obtuvo influencias a través de los gustos musicales de KL Saigal, Pankaj Mallik y Mana Dey.

## Carrera
Nongmaithem Pahari inició su carrera en la música, promoviendo la cultura de la región de Manipur. Era un  reconocido intérprete por ser uno de los más grandes de la música moderna de su región de origen. De los muchos álbumes que Pahari ha vendido durante su trayectoria, su álbum "Undying Melodies" ha sido considerado como la obra magna. Este disco que cuenta con toda una serie de música ecléctronica en que se convirtieron en éxitos, tales discos como "Ningsingli meraagi thabaldo", "Eigee eshei saklaroi", "Ahingda khongbee taamna", "Nangee maithong urubada" y "Nangi Napalgi".

## Películas y discografía
- Ngak-E-Ko Nangshe (1974) (Dirección de Música y Reproducción)
- Khonjel (1981)
- Sanakeithel (1983) (historia y Dirección musical)
- Khuthang Lamjel (Dirección musical y reproducción)
- Yairipok Thambalnu (1984) (Dirección de Música y Reproducción)
- Sanamanbi Sanarei (1995) (Dirección Musical)
- Meichak Meichak (1998) (Dirección de Música y Reproducción)

## Álbumens
- Undying Melodies
- Thariktha
- Greatest Hits
- The Best of Melody King
- Golden Hits
- Dolaithakta Chatlibi